# Isotopen van hassium
Het chemisch element hassium (Hs), met een atoommassa van ongeveer 269 u, bezit geen stabiele isotopen en wordt dus geclassificeerd als radioactief element. De 12 radio-isotopen zijn onstabiel en hebben een relatief korte halfwaardetijd (de meeste minder dan een seconde).
In de natuur komt geen hassium voor: alle isotopen zijn synthetisch bereid in een laboratorium. De eerste synthetische isotoop was 265Hs, in 1984.
De kortstlevende isotoop van hassium is 264Hs, met een halfwaardetijd van ongeveer 540 microseconden. De langstlevende is 269Hs, met een halfwaardetijd van 9,6 seconden.

## Overzicht
| Nuclide | Z (p)             | N (n)             | Isotopische massa (u) | Halveringstijd | Radioactief verval                                                                 | Kernspin |
| Nuclide | Excitatie-energie | Excitatie-energie | Excitatie-energie     | Halveringstijd | Radioactief verval                                                                 | Kernspin |
| ------- | ----------------- | ----------------- | --------------------- | -------------- | ---------------------------------------------------------------------------------- | -------- |
| 263Hs   | 108               | 155               | 263,12856(37)         | 1 ms           | {\displaystyle {\ce {{^{263}_{108}Hs}->{^{259}_{106}Sg}+\,_{2}^{4}\alpha }}}       | 7/2+     |
| 264Hs   | 108               | 156               | 264,12839(5)          | 540(300) µs    | {\displaystyle {\ce {{^{264}_{108}Hs}->{^{260}_{106}Sg}+\,_{2}^{4}\alpha }}} (50%) | 0+       |
| 264Hs   | 108               | 156               | 264,12839(5)          | 540(300) µs    | SS (50%)                                                                           | 0+       |
| 265Hs   | 108               | 157               | 265,13009(15)         | 2,1(3) ms      | {\displaystyle {\ce {{^{265}_{108}Hs}->{^{261}_{106}Sg}+\,_{2}^{4}\alpha }}}       | 9/2+     |
| 265mHs  | 300(70) keV       | 300(70) keV       | 300(70) keV           | 0,780 ms       | {\displaystyle {\ce {{^{265m}_{108}Hs}->{^{261}_{106}Sg}+\,_{2}^{4}\alpha }}}      | 3/2+     |
| 266Hs   | 108               | 158               | 266,13010(31)         | 2,7(10) ms     | {\displaystyle {\ce {{^{266}_{108}Hs}->{^{262}_{106}Sg}+\,_{2}^{4}\alpha }}}       | 0+       |
| 267Hs   | 108               | 159               | 267,13179(11)         | 52 ms          | {\displaystyle {\ce {{^{267}_{108}Hs}->{^{263}_{106}Sg}+\,_{2}^{4}\alpha }}}       | 3/2+     |
| 267mHs  |                   |                   |                       |                | {\displaystyle {\ce {{^{267m}_{108}Hs}->{^{263}_{106}Sg}+\,_{2}^{4}\alpha }}}      |          |
| 268Hs   | 108               | 160               | 268,13216(44)         | 2 s            | {\displaystyle {\ce {{^{268}_{108}Hs}->{^{264}_{106}Sg}+\,_{2}^{4}\alpha }}}       | 0+       |
| 269Hs   | 108               | 161               | 269,13406(13)         | 9,7 s          | {\displaystyle {\ce {{^{269}_{108}Hs}->{^{265}_{106}Sg}+\,_{2}^{4}\alpha }}}       |          |
| 269mHs  |                   |                   |                       |                | {\displaystyle {\ce {{^{269m}_{108}Hs}->{^{265}_{106}Sg}+\,_{2}^{4}\alpha }}}      |          |
| 270Hs   | 108               | 162               | 270,13465(31)         | 3,6 s          | {\displaystyle {\ce {{^{270}_{108}Hs}->{^{266}_{106}Sg}+\,_{2}^{4}\alpha }}}       | 0+       |
| 271Hs   | 108               | 163               | 271,13766(36)         | 40 s           | {\displaystyle {\ce {{^{271}_{108}Hs}->{^{267}_{106}Sg}+\,_{2}^{4}\alpha }}}       |          |
| 273Hs   | 108               | 165               | 273,14199(89)         | 240 ms         | {\displaystyle {\ce {{^{273}_{108}Hs}->{^{269}_{106}Sg}+\,_{2}^{4}\alpha }}}       | (3/2+)   |
| 275Hs   | 108               | 167               | 275,14595(77)         | 0,15 s         | {\displaystyle {\ce {{^{275}_{108}Hs}->{^{271}_{106}Sg}+\,_{2}^{4}\alpha }}}       |          |
| 277Hs   | 108               | 169               | 277,14984(78)         |                | SS                                                                                 | 3/2+     |
| 277mHs  |                   |                   |                       | 40(30) min     | SS                                                                                 |          |

## Overzicht van isotopen per element
|             | 1           |             |                                              |                                              |                                              |                                              |                                              |                                              |                                              |                                              |                                              |                                              |    |    |    |    |    | 18 |
| 1           | H           | 2           | Periodiek systeem                            | Periodiek systeem                            | Periodiek systeem                            | Periodiek systeem                            | Periodiek systeem                            | Periodiek systeem                            | Periodiek systeem                            | Periodiek systeem                            | Periodiek systeem                            | Periodiek systeem                            | 13 | 14 | 15 | 16 | 17 | He |
| 2           | Li          | Be          | De links verwijzen naar isotopen per element | De links verwijzen naar isotopen per element | De links verwijzen naar isotopen per element | De links verwijzen naar isotopen per element | De links verwijzen naar isotopen per element | De links verwijzen naar isotopen per element | De links verwijzen naar isotopen per element | De links verwijzen naar isotopen per element | De links verwijzen naar isotopen per element | De links verwijzen naar isotopen per element | B  | C  | N  | O  | F  | Ne |
| 3           | Na          | Mg          | 3                                            | 4                                            | 5                                            | 6                                            | 7                                            | 8                                            | 9                                            | 10                                           | 11                                           | 12                                           | Al | Si | P  | S  | Cl | Ar |
| 4           | K           | Ca          | Sc                                           | Ti                                           | V                                            | Cr                                           | Mn                                           | Fe                                           | Co                                           | Ni                                           | Cu                                           | Zn                                           | Ga | Ge | As | Se | Br | Kr |
| 5           | Rb          | Sr          | Y                                            | Zr                                           | Nb                                           | Mo                                           | Tc                                           | Ru                                           | Rh                                           | Pd                                           | Ag                                           | Cd                                           | In | Sn | Sb | Te | I  | Xe |
| 6           | Cs          | Ba          | ↓                                            | Hf                                           | Ta                                           | W                                            | Re                                           | Os                                           | Ir                                           | Pt                                           | Au                                           | Hg                                           | Tl | Pb | Bi | Po | At | Rn |
| 7           | Fr          | Ra          | ↓↓                                           | Rf                                           | Db                                           | Sg                                           | Bh                                           | Hs                                           | Mt                                           | Ds                                           | Rg                                           | Cn                                           | Nh | Fl | Mc | Lv | Ts | Og |
|             |             |             |                                              |                                              |                                              |                                              |                                              |                                              |                                              |                                              |                                              |                                              |    |    |    |    |    |    |
| Lanthaniden | Lanthaniden | Lanthaniden | La                                           | Ce                                           | Pr                                           | Nd                                           | Pm                                           | Sm                                           | Eu                                           | Gd                                           | Tb                                           | Dy                                           | Ho | Er | Tm | Yb | Lu |    |
| Actiniden   | Actiniden   | Actiniden   | Ac                                           | Th                                           | Pa                                           | U                                            | Np                                           | Pu                                           | Am                                           | Cm                                           | Bk                                           | Cf                                           | Es | Fm | Md | No | Lr |    |

263Hs · 264Hs · 265Hs · 265mHs · 266Hs · 266mHs · 267Hs · 267mHs · 268Hs · 269Hs · 270Hs · 271Hs · 272Hs · 273Hs · 274Hs · 275Hs · 276Hs · 277Hs · 277mHs